# Ion Arretxe
Ion Arretxe (Errenteria, 31 d'agost de 1964 - Sant Sebastià, 17 de març de 2017) va ser un dibuixant i escriptor basc en totes les seues vessants: autor de còmics, director —d'art, teatral i de cinema—, guionista i novel·lista.
Arretxe va estudiar Belles arts a la Universitat del País Basc i Escenografia a l'Institut del Teatre de Barcelona. A nivell professional, va destacar en treballs com a director artístic i com a ajudant de decoració en nombroses produccions cinematogràfiques i televisives. L'any 2015 va publicar la novel·la autobiogràfica Intxaurrondo. La sombra del nogal ("Intxaurrondo. L'ombra del noguer"), en la qual relata la seua detenció i tortura per part de la Guàrdia Civil a la caserna d'Intxaurrondo. També va participar com a guionista de les tires còmiques de «Grouñidos en el desierto» que apareixien publicades a la revista El Jueves. Morí el 17 de març de 2017 a l'Hospital Donostia de Sant Sebastià, als 52 anys, a causa d'un càncer de pulmó.

## Obres

### Pel·lícules
Va treballar, principalment, com a director artístic o ajudant de decoració, en les següents pel·lícules:
- Kalabaza tripontzia (1985)[6]
- La trinchera (1992; curtmetratge)[6]
- Acción mutante (1992)[6]
- El aliento del diablo (1993)[6]
- Todo es mentira (1994)[6][7]
- Puede ser divertido (1995)[6]
- Una casa en las afueras (1995)[6]
- Éxtasis (1996)[6]
- Solo se muere dos veces (1996)[6]
- Pídele cuentas al rey (1999)[6]
- ¡Ja me maaten...! (2000)[6]
- Marujas asesinas (2001)[2]
- La vida de nadie (2002)
- Muertos comunes (2004)
- Locos por el sexo (2006)[2]
- La soledat (2007)
- Dragoi ehiztaria (2012)
- La siesta del ángel (2016)
- The night watchman. La mina (2017)

Va participar, com a actor, en les següents pel·lícules: 
- Tiro en la cabeza (2008)[5]
- Un mundo casi perfecto (2011)
- Summertime (2012)
- Faraday (2013)[8]
- Rey Gitano (2015)[2]

### Llibres
- Parole, parole: una infancia en Renteria (El Garaje, 2013)[9]
- Intxaurrondo: la sombra del nogal (El Garaje, 2015)[10]
- Los mismos bares (El Garaje, 2016)[11]
- Sator lokatzak (Erein, 2016)[12]